# 데이비드 로젠한
데이비드 로젠한(영어: David Rosenhan, 1929년 11월 22일 ~ 2012년 2월 6일)은 미국의 심리학자이다. 그는 로젠한 실험으로 알려져 있다.

## 로젠한 실험
1973년 로젠한은 논문 "제 정신으로 정신병원에 들어가기(On Being Sane in Insane Places)"를 출판했다. 이 실험은 정신병 병력이 없는 8명의 개인을 대상으로 12개의 정신과 병원에 입원하도록 했다. 환자들은 조현병이나 양극성 장애로 진단받았다. 연구의 후반 부분에서 한 병원은 로젠한에게 유사한 실험을 하도록 도전했다. 193명의 신규 환자 중 83명이 가짜 환자일 것으로 생각되었다. 사실, 로젠한은 환자를 보내지 않았다. 이 연구는 정신 장애가 없는 사람과 정신 장애가 있는 사람들을 구분할 때 현존하는 형태의 진단이 매우 부정확하다고 결론지었다.